# Bernard Wapowski

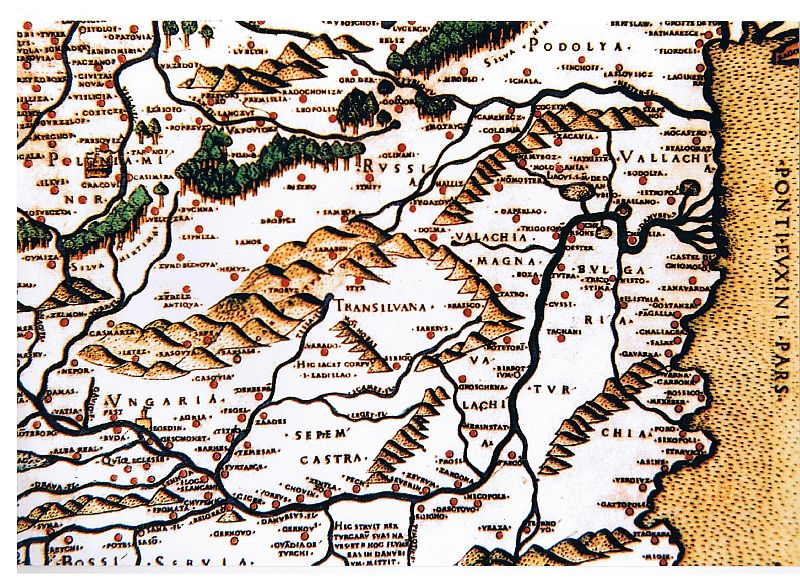
Karte Polens von 1507 (Ausschnitt)

Bernard Wapowski (* 22. November 1450 in Wapowce bei Przemyśl; † 25. November 1535 in Krakau) war ein polnischer Kartograf und Historiker.
Wapowski (Vapovius) war Domherr zu Krakau, Sekretär des Königs und Kammerherr des Papstes.
Er war ein Kommilitone und Freund von Nikolaus Kopernikus, der ihm bei der Herstellung seiner Polenkarte half. Diese Karte ist die erste den Prinzipien moderner Kartografie folgende Darstellung des polnischen Gebietes. Wapowski erstellte insgesamt vier kartografische Werke, nämlich Karten von
- Polen,
- Nord- und Südsarmatien und
- Skandinavien.

Alle diese Karten sind bis auf Fragmente verloren, vor allem da noch zu Wapowskis Lebzeiten beim großen Brand Krakaus 1528 die Bestände des Druckers Unger dort vernichtet wurden.
Wapowski verfasste eine Chronik Polens bis 1535, die aber nicht gedruckt wurde und nur teilweise erhalten ist. Teile davon wurden in den Schriften von Martin Cromer und Marcin Bielski verwendet.
2009 wurde von der IAU der Mondkrater Wapowski nach ihm benannt.

## Werke
- De bello a Sigismundo I Rege Poloniae contra Moscos gesto A. MDVIII (Krakau 1891, ed. J. Korzeniowski Scriptores Polonicarum Rerum, Bd. 15)
- Carmen seu Panegyris elegiacum in Victoria Sigismundi I Regis de Moschis (Rom 1515)
- Oratio coram […] Sigismundo domino rege Poloniae invictissimo in reditu Suae maiestatis ex Lithuania […] habita (Krakau 1523)

Karten:
- Tabula Sarmatiae (Krakau 1526–1528)
- (mit Marcus Beneventanus) Tabula Moderna Polonie, Ungarie, Boemie, Germanie, Russie, Lithvanie